# گالی عطاری
گالی اتاری (به انگلیسی: Gali Atari) (زاده ۲۹ دسامبر ۱۹۵۳) خواننده و بازیگر اسرائیلی است.
او در سال ۱۹۷۹ به همراه مایک و هانی در مسابقه یوروویژن شرکت کرد و برنده شد.